# Guido Guinizzelli
Guido Guinizzelli (italià: Guido Guinizelli)  (Bolonya, c. 1230 - Monselice, 1276) fou un poeta nascut a Bolonya, italià i és considerat el "pare" del Dolce Stil Novo. Va ser el primer a escriure en aquest nou estil d'escriptura de poesia i, per tant, es considera que va ser el fundador ipso facto. Va néixer a Bolonya, Itàlia, i més tard es va exiliar. S'especula que va morir a Verona, Itàlia.
Precursor del estilnovisme (com reconeix el mateix Dante Alighieri) per la seva comparació entre la dona i elements celestials i angèlics i per la insistència que l'amant ideal ja no és el més noble sinó el que més s'esforça per ser-ho, en línia amb els seus plantejaments socials de defensa de la incipient burgesia. Participà en la política a la pugna entre güelfs i gibel·lins donant suport als segons.